# 4437 Yaroshenko
A 4437 Yaroshenko (ideiglenes jelöléssel 1983 GA2) a Naprendszer kisbolygóövében található aszteroida. Ljudmila Ivanovna Csernih fedezte fel 1983. április 10-én.